# Flavius Areobindus Dagalaiphus
Flavius Areobindus Dagalaiphus Areobindus (c. 460 - 512) est un homme politique de l'Empire romain d'Orient, consul en 506.

## Biographie
Il est le fils de Flavius Dagalaiphus et de Godisthea, fille du général Ardabur.
Il est magister militum 503-504 et consul pour l'est en 506 (cf. Musée de Cluny : lire en ligne). Il est proclamé par la population de la ville de Constantinople empereur en 512, mais il refuse de ceindre la couronne. Il est probablement mort peu après.
Il se marie avec Anicia Juliana (Constantinople, 462 - 527/528), fille de l'empereur Anicius Olybrius et de sa femme Aelia Galla Placidia, la Jeune (voir les schémas généalogiques des articles Anicius Hermogenianus Olybrius et Arcadius) 
- Ils sont les parents d'Anicius Olybrius, consul en 491 (encore jeune enfant ; né vers 480/481 ; voir aussi son tableau généalogique), marié avec Irène (née vers 485, probable fille de Flavius Paulus (frère de l'empereur Anastase), et de sa femme Magna (fille de Maria et de son époux Anicius Probus, vir consularis, fils de l'empereur Pétrone Maxime) (mais MedLands, contre Settipani, dit que Magna serait la sœur de Paulus et de l'empereur Anastase, et que son mari est inconnu ?)
  - Ils furent les parents de Proba, femme de Flavius Anicius Probus (Junior), consul en 525 : 
    - Postérité : Flavia Juliana (née vers 533), femme d'Anastasius, un des fils de Flavius Anastasius Paulus Probus Sabinianus Pompeius, et de sa femme Theodora (née vers 515, fille naturelle de l'impératrice Théodora), d'où : 
      - Areobindus : probable père d'Anastasia Areobinda (femme du curopalate Petrus, frère de l'empereur Maurice),
      - et Placidia (femme de Jean Mystacon)...
- et d'Areobindus, marié avec Georgia : 
  - parents de Probus, décédé en 542, marié avec Aviena, fille ou proche parente de Rufius Magnus Faustus Avienus et de sa femme Barbara : 
    - probables parents de Proba, femme de Rogas, Libyen : 
      - parents de Fabia Eudocia, première femme d'Héraclius : Postérité.